# Mad Max

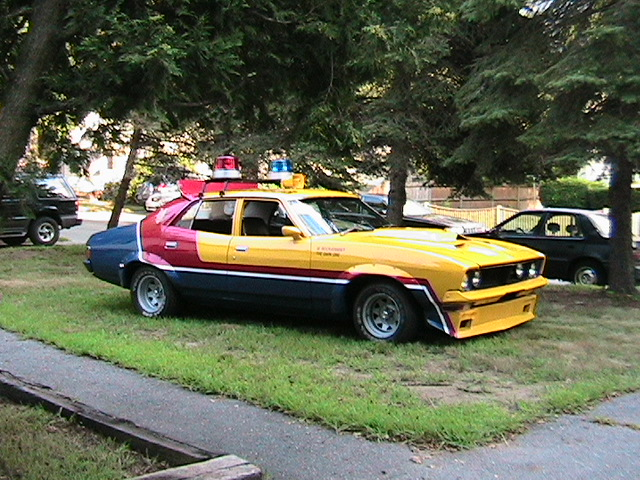
Interceptor, Ford Falcon XB Sedan von 1972, eines der Originalfahrzeuge der Dreharbeiten

Mad Max ist ein australischer dystopischer Actionfilm aus dem Jahr 1979. Der von George Miller inszenierte Film kam am 29. Februar 1980 in die deutschen Kinos. Die Handlung ist in einer nicht näher bezeichneten Zukunft in Australien angesiedelt, in deren Mittelpunkt der Konflikt zwischen einer Rockerbande und dem Polizisten Max Rockatansky, der Mord an seinem Sohn und der Mordversuch an seiner Frau sowie sein Rachefeldzug stehen. Der Film, der mit einem geringen Budget gedreht wurde, war international erfolgreich, in der Folge entstand eine Filmreihe um Max Rockatansky: Mad Max II – Der Vollstrecker, Mad Max – Jenseits der Donnerkuppel, Mad Max: Fury Road und Furiosa: A Mad Max Saga.

## Handlung
Der Film spielt in Australien in einer nicht näher datierten nahen Zukunft. Motorisierte Banden beherrschen die Straßen, Morde und Überfälle auf offener Straße sind an der Tagesordnung. Die Polizei (MFP – Main Force Patrol), nicht minder brutal, führt einen beinahe aussichtslosen Krieg gegen Marodeure und Rockerbanden. Als Nightrider, das berüchtigte Oberhaupt der Höllenjockeys, aus dem Gefängnis ausbricht und auf seiner Flucht mit einem entwendeten V8-Polizeieinsatzfahrzeug eine Spur der Verwüstung hinterlässt, macht sich der Polizist Max Rockatansky an die Verfolgung. Schließlich stirbt Nightrider in der Verfolgungsjagd mit Rockatansky.
Mitglieder der Höllenjockeys wollen den vermeintlichen Mörder des Bandenchefs stellen. Angeführt werden sie vom brutalen Toecutter. Sie holen zunächst Nightriders Leiche vom Bahnhof einer Kleinstadt ab, anschließend ziehen sie marodierend durch die Stadt. Nachdem sie ein Pärchen überfallen und dessen Auto zerstört haben, ziehen sie ab, wobei das Bandenmitglied Johnny, Spross einer gutbürgerlichen Familie, in einem Drogenrausch zurückbleibt und von Max und seinem Kollegen Goose verhaftet wird. Da das überfallene Pärchen aus Angst vor der Bande keine Anzeige erstattet, muss die Polizei Johnny freilassen, der daraufhin mit Goose aneinandergerät und Rache schwört.
Toecutter verlangt von seinem Gefolgsmann Johnny, Max’ Freund Goose nach einem provozierten Unfall zu verbrennen. Johnny lehnt dies ab, wird von Toecutter aber so unter Druck gesetzt, bis ihm schließlich ein brennendes Streichholz aus der Hand fällt und durch das ausgelaufene Benzin der Unfallwagen mit dem darin eingeklemmten Goose in Brand gerät. Als Max im Krankenhaus den grausam entstellten Goose sieht, will er seinen Dienst quittieren. Polizeichef Fifi Macaffee versucht Max zu überreden, bei der Polizei zu bleiben. Max lässt sich auf einen längeren Urlaub ein und verlässt mit seiner Frau Jessie und seinem Sohn die Stadt. Durch Zufall trifft Jessie bei einem Werkstattstop auf die Höllenjockeys, die sie belästigen und, nachdem sie dem Anführer einen Tritt in die Hoden versetzt hat, verfolgen. Bei der Flucht verliert Bandenmitglied Cundalini seine Hand. Die Rocker überfallen die Familie auf der Farm, auf der Max und seine Familie Urlaub machen wollen, und nehmen den Sohn in ihre Gewalt, während Max die Angreifer im nahegelegenen Wald sucht. Mit Hilfe der Bäuerin gelingt es Jessie, den Sohn zu befreien und mit dem Auto zu fliehen. Als das Fahrzeug jedoch mit einem Motorschaden stehenbleibt und Jessie mit dem Sohn auf dem Arm zu Fuß vor den herankommenden Rockern flieht, wird sie überfahren und der Sohn getötet, die Frau überlebt schwer verletzt.
Um sich zu rächen, stiehlt Max einen frisierten, 440 kW (598 PS) starken V8 (einen umgebauten Ford Falcon XB GT Coupé) der Polizei und macht sich damit auf die Suche nach den Mördern. Einige der Rocker kann er von einer Brücke abdrängen. Bei der weiteren Verfolgungsjagd gerät er in einen Hinterhalt von Toecutter und dessen engsten Vertrauten Johnny und Bubba; während Max sich Johnny nähert, welcher sich nach einem vermeintlichen Motorradunfall tot stellt, schießt Bubba Max ins Bein. Max liegt am Boden und Bubba fährt mit dem Motorrad über dessen Arm, als er versucht, nach seiner Waffe zu greifen. Als Bubba anschließend erneut Anlauf nimmt, um Max zu überrollen, kann dieser kurz vor dem Zusammenstoß zu seiner abgesägten Schrotflinte robben und Bubba damit erschießen. Toecutter und Johnny ergreifen daraufhin die Flucht. Max verfolgt sie weiter. Toecutter stirbt bei der Verfolgung bei einem Frontalaufprall gegen einen entgegenkommenden Lastwagen. Danach findet Max Johnny bei einem verunfallten Fahrzeug, als dieser gerade die Stiefel des toten Fahrers stehlen will. Max fesselt Johnnys Fußknöchel mit Handschellen an das Unfallfahrzeug, aus dem Benzin ausläuft. Anschließend improvisiert er mit einem Feuerzeug einen Zeitzünder, der das Fahrzeug in ca. fünf Minuten explodieren lassen wird. Er wirft Johnny eine Säge zu mit dem Hinweis, dass das Durchsägen der Handschellenkette mindestens zehn Minuten dauern würde, Johnny aber seinen Fuß mit Glück in nur fünf Minuten abtrennen könne. Johnny bettelt Max vergeblich an, die Handschellen zu lösen und ihn laufen zu lassen, aber Max verlässt ihn und steigt wortlos in seinen Wagen. In der letzten Szene sieht man Max davonfahren, während hinter ihm das Unfallauto explodiert.

## Synchronisation
| Rolle              | Darsteller       | Deutscher Sprecher  |
| ------------------ | ---------------- | ------------------- |
| Max Rockatansky    | Mel Gibson       | Elmar Wepper        |
| Jessie Rockatansky | Joanne Samuel    | Eva Kinsky          |
| Toecutter          | Hugh Keays-Byrne | Willi Röbke         |
| Jim Goose          | Steve Bisley     | Leon Rainer         |
| Johnny             | Tim Burns        | Pierre Franckh      |
| Fifi Macaffee      | Roger Ward       | Herbert Weicker     |
| Nightrider         | Vincent Gil      | Gernot Duda         |
| Bubba Zanetti      | Geoff Parry      | Peter Ehret         |
| Barry              | David Cameron    | Horst Sachtleben    |
| Grease Rat         | Nick Lathouris   | Horst Sachtleben    |
| Junior Doctor      | Phil Motherwell  | Tonio von der Meden |
| May Swaisey        | Sheila Florence  | Alice Franz         |
| Officer Charlie    | John Ley         | Ulf-Jürgen Wagner   |
| Roop               | Steve Millichamp | Michael Gahr        |
| Station Master     | Reg Evans        | Leo Bardischewski   |
| Ziggy              | Jerry Day        | Donald Arthur       |

## Hintergrund
Mad Max wurde mit sehr geringem Budget umgesetzt, so dass Regisseur George Miller für die Verfolgungsjagd am Anfang des Films seinen eigenen Wohnwagen einsetzte, weil kein Geld mehr zur Verfügung stand. Am Ende der Produktion sollte der schwarze V8 Pursuit Special verkauft werden; er wurde jedoch nach dem Erfolg für Mad Max II behalten. Die in vielen Szenen zu sehenden Motorradfahrer wurden von Mitgliedern lokaler Motorradclubs, unter anderem den Vigilantes M.C. und den Barbarians aus Melbourne gespielt.
Am 31. März 2015 wurde die Indizierung vorzeitig aufgehoben (Listenstreichung wegen Inhaltsgleichheit gemäß § 24 Abs. 2 i.V.m § 21 Abs. 5 Nr. 2 Jugendschutzgesetz). Daraufhin wurde er der FSK erneut zur Prüfung vorgelegt und erhielt ungekürzt die Freigabe ab 16 Jahren.
Toecutter-Darsteller Hugh Keays-Byrne spielt in Mad Max: Fury Road den Antagonisten Immortan Joe.

## Musik
Die Musik stammt von dem australischen Filmkomponisten Brian May. George Miller verlangte nach einer Musik, die im Stile Bernard Herrmanns sein sollte. Wichtig für die Dramaturgie war aber auch die Verwendung des Saxofons in Verbindung mit dem Liebesthema (Max’ Frau Jessie spielt in einer Szene ein Altsaxofon). Mays Komposition gewann die Auszeichnung für die beste Filmmusik des Australian Film Institute. Ein Ausschnitt seiner Musik (knapp 31 Minuten) erschien bei Varèse Sarabande und Milan Records.

## Fahrzeuge

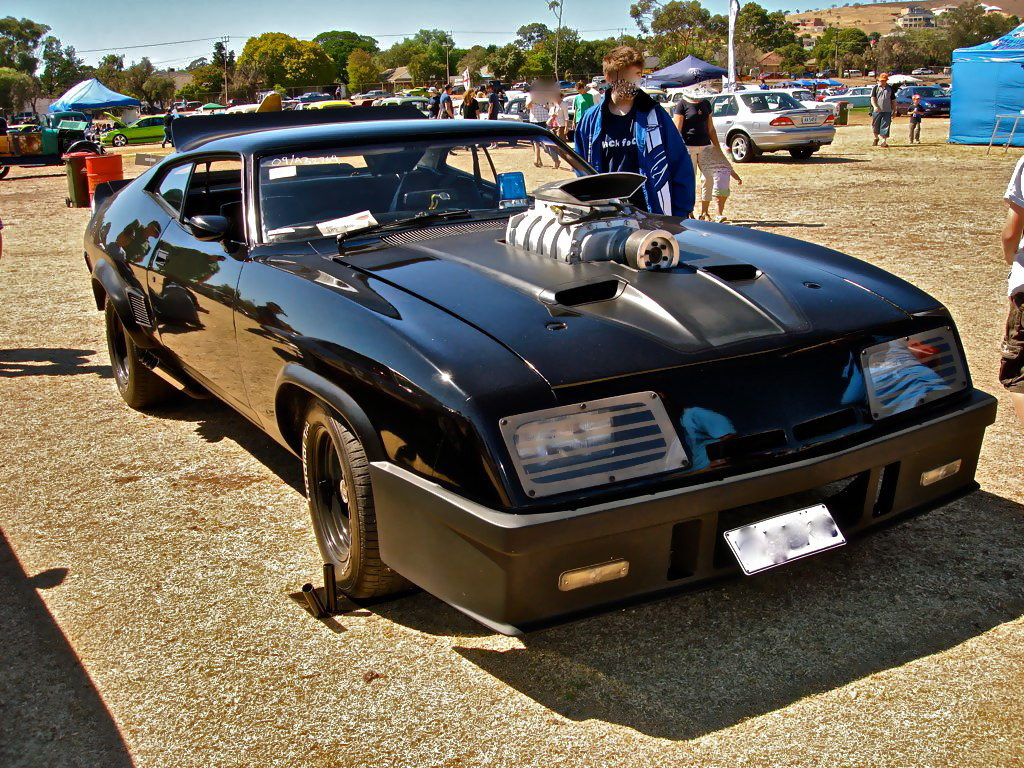
Replika des Pursuit Special, ein Ford Falcon XB GT Coupé

Der Pursuit Special, den Max zur Verfolgung der Rocker benutzt, ist ein umgebautes Ford Falcon XB GT Coupé aus dem Jahr 1973. Bei dem Fahrzeug des Nightriders handelt es sich um einen 1972er Holden Monaro HQ LS V8, und die Polizei fährt diverse Ford Falcon XA und XB mit 6 bzw. 8 Zylindern. Das Fahrzeug, welches von den Höllenjockeys abgedrängt und auseinandergenommen wird, ist ein 1959 Chevrolet Bel Air. Rockatanskys privates Auto ist ein Holden Sandman. Die meisten der Motorräder der Höllenjockeys sind Kawasakis.

## Kritik
„Ein Albtraum aus Gewalt, Blut, Schrott und Grauen, der nicht entlarvend wirkt, weil der Film selbst der Faszination der Gewalt erliegt.“

„Mad Max ist voll aufgedrehtes, halsbrecherisches Exploitation-Kino. […] Doch Stunts an sich sind noch nicht viel wert, wenn kein waschechter Filmemacher hinter der Kamera steht. George Miller, der Arzt und Filmnarr, der uns hier sein Debüt vorlegt, zeigt uns, was das Kino wirklich ausmacht: Diesen Film muss man gänzlich der Regie, der Kamera und dem Stuntteam zurechnen – selbst wenn die Hauptrollen wirkungsvoll agieren, ist er doch kein Schauspielstück.“

„Spektakuläre Crashszenen, Stunts und irre Perspektiven machten George Millers Billigfilm zum Kinohit und Mel Gibson zum Star.“

## Fortsetzungen
1981 folgte Mad Max II – Der Vollstrecker, 1985 kam Mad Max – Jenseits der Donnerkuppel in die Kinos. Im vierten Teil Mad Max: Fury Road, der am 14. Mai 2015 in die Kinos kam, wird Mad Max von Tom Hardy dargestellt. Einer der Drehbuchautoren von Mad Max: Fury Road ist Nico Lathouris, der im ersten Teil den Besitzer der Autowerkstatt spielt, in der Max seinen Reifen flicken lassen will.

## Nachahmungen
Der 1983 erschienene Film 1994 – Nur die Starken überleben (Originaltitel Survival Zone) von Percival Rubens mit Gary Lockwood und Camilla Sparv stellt eines der „Mad-Max-Plagiate“ dar.